# Reena Pärnat
Reena Pärnat (ur. 1 grudnia 1993 w Parnawie) – estońska łuczniczka, dwukrotna olimpijka.

## Wyniki
| Impreza            | Rok   | Miejsce          | Konkurencja   | Pozycja |                      |      |        |               |     |
| ------------------ | ----- | ---------------- | ------------- | ------- | -------------------- | ---- | ------ | ------------- | --- |
| Impreza            | Rok   | Miejsce          | Konkurencja   | Pozycja | Igrzyska olimpijskie | 2012 | Londyn | indywidualnie | 33. |
| 2020               | Tokio | indywidualnie    | 17.           |         | Igrzyska olimpijskie |      |        |               |     |
| Mistrzostwa świata | 2011  | Turyn            | indywidualnie | 57.     |                      |      |        |               |     |
| Mistrzostwa świata | 2011  | Turyn            | drużynowo     | 35.     |                      |      |        |               |     |
| Mistrzostwa świata | 2013  | Antalya          | indywidualnie | 33.     |                      |      |        |               |     |
| Mistrzostwa świata | 2013  | Antalya          | drużynowo     | 28.     |                      |      |        |               |     |
| Mistrzostwa świata | 2013  | Antalya          | mikst         | 33.     |                      |      |        |               |     |
| Mistrzostwa świata | 2015  | Kopenhaga        | indywidualnie | 124.    |                      |      |        |               |     |
| Mistrzostwa świata | 2015  | Kopenhaga        | drużynowo     | 40.     |                      |      |        |               |     |
| Mistrzostwa świata | 2017  | Meksyk           | indywidualnie | 57.     |                      |      |        |               |     |
| Mistrzostwa świata | 2017  | Meksyk           | drużynowo     | 21.     |                      |      |        |               |     |
| Mistrzostwa świata | 2019  | 's-Hertogenbosch | indywidualnie | 33.     |                      |      |        |               |     |
| Mistrzostwa świata | 2019  | 's-Hertogenbosch | drużynowo     | 17.     |                      |      |        |               |     |
| Mistrzostwa świata | 2019  | 's-Hertogenbosch | mikst         | 38.     |                      |      |        |               |     |
| Mistrzostwa Europy | 2018  | Legnica          | indywidualnie | 17.     |                      |      |        |               |     |
| Mistrzostwa Europy | 2018  | Legnica          | drużynowo     | 5.      |                      |      |        |               |     |
| Mistrzostwa Europy | 2021  | Antalya          | indywidualnie | 57.     |                      |      |        |               |     |
| Mistrzostwa Europy | 2021  | Antalya          | drużynowo     | 9.      |                      |      |        |               |     |